# Marco Haber
Marco Haber (ur. 21 września 1971 w Grünstadt) – niemiecki piłkarz występujący na pozycji pomocnika.

## Kariera klubowa
Haber jako junior grał w zespołach TV Kindenheim, VfR Frankenthal oraz 1. FC Kaiserslautern, do którego trafił w 1985 roku. W 1989 roku został włączony do jego pierwszej drużyny, grającej w Bundeslidze. Zadebiutował w niej 14 października 1989 roku w zremisowanym 1:1 pojedynku z Bayerem 04 Leverkusen. W 1990 roku zdobył z klubem Puchar RFN. 22 września tego samego roku w wygranym 7:3 spotkaniu z Bayerem Uerdingen strzelił pierwszego gola w Bundeslidze. W 1991 roku wywalczył z Kaiserslautern mistrzostwo Niemiec, a w 1994 roku wicemistrzostwo Niemiec.
W 1995 roku Haber odszedł do innego zespołu Bundesligi, VfB Stuttgart. Pierwszy ligowy mecz zaliczył tam 11 sierpnia 1995 roku przeciwko KFC Uerdingen 05 (0:0). W 1997 roku zdobył z klubem Puchar Niemiec. W 1998 roku dotarł z nim zaś do finału Pucharu Zdobywców Pucharów.
W połowie 1998 roku Haber przeszedł do hiszpańskiego UD Las Palmas z Segunda División. Spędził tam rok, a potem wrócił do Niemiec, gdzie został graczem pierwszoligowego klubu SpVgg Unterhaching. W 2001 roku spadł z nim do 2. Bundesligi. Na początku 2002 roku przeniósł się do pierwszoligowej Hansy Rostock. Jej barwy reprezentował przez rok.
W 2002 roku Haber wyjechał na Cypr, by grać w tamtejszym Omonii Nikozja. W 2003 roku zdobył z nią mistrzostwo Cypru oraz Superpuchar Cypru. W 2004 roku odszedł do Anorthosisu Famagusta. W 2005 roku wywalczył z nim mistrzostwo Cypru.
W 2006 roku Haber przeszedł do drużyny Nea Salamina. Grał tam przez rok, a potem również przez rok występował w niemieckim FSV Oggersheim z Regionalligi Süd. W 2008 roku zakończył karierę.

## Kariera reprezentacyjna
W reprezentacji Niemiec Haber rozegrał dwa spotkania. Zadebiutował w niej 23 sierpnia 1995 roku w wygranym 2:1 towarzyskim meczu z Belgią. Po raz drugi i ostatni wystąpił w niej natomiast 15 grudnia 1995 roku w zremisowanym 0:0 towarzyskim pojedynku z RPA.